# Boulevard Clovis (Bruxelles)
Pour les articles homonymes, voir Clovis (homonymie).
Le boulevard Clovis (en néerlandais : Clovislaan), situé hors du pentagone central de Bruxelles, relie le quartier des squares, dont le square Ambiorix et ses maisons Art nouveau, à la chaussée de Louvain.

## Histoire et description
Le long du boulevard se dressent plusieurs façades de style éclectique ou Art nouveau, comme la maison construite au n° 15 par l'architecte Jules Piermont.

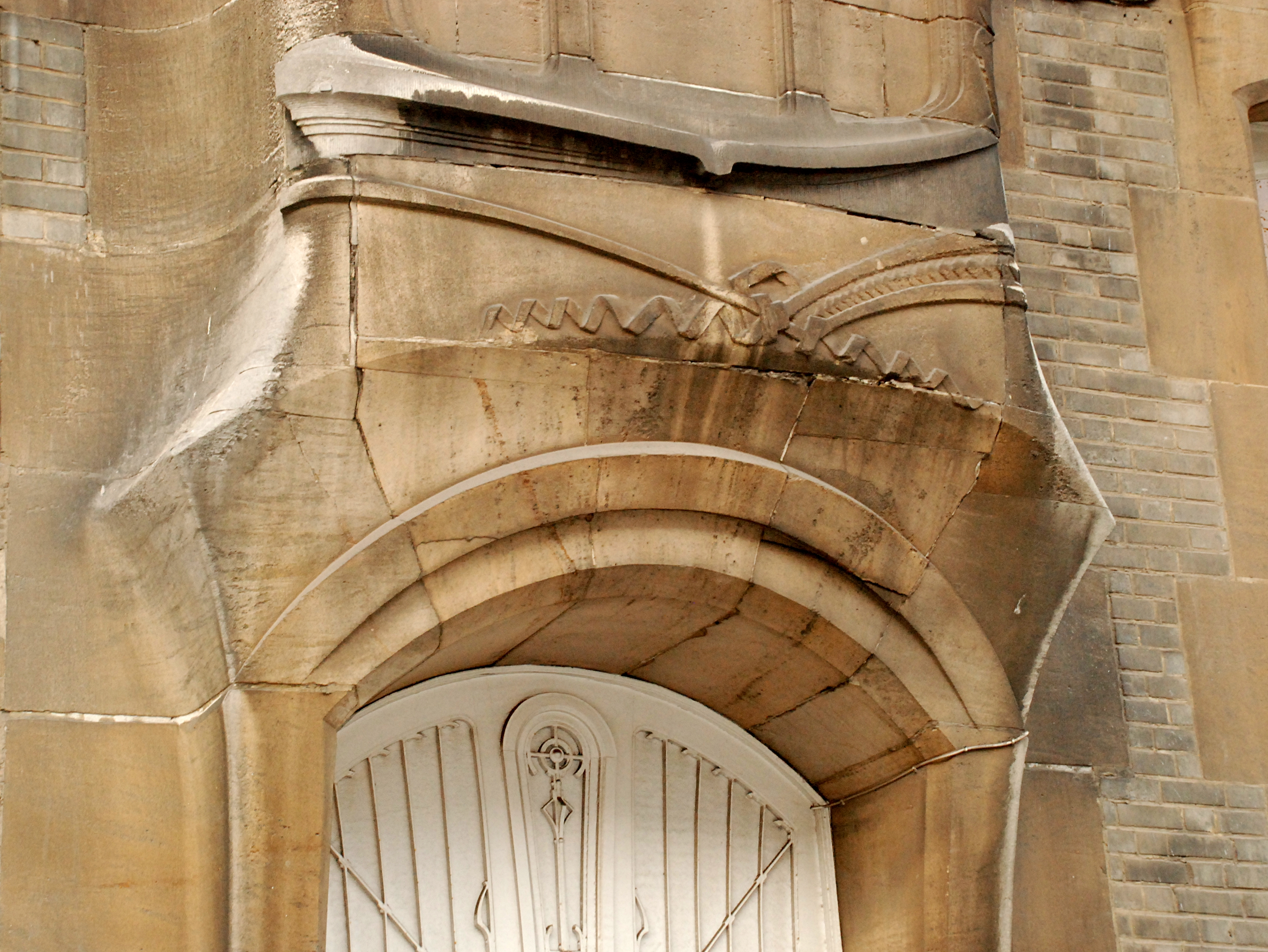
La base de l'oriel de la maison Art nouveau construite au n° 15 par l'architecte Jules Piermont

## Transport public
- Bus STIB 29 (Hof-ten-berg - De Brouckère)
- De Lijn 318 (Bruxelles Nord - Vrebos - Gare de Louvain)
- De Lijn 351 (Bruxelles-Nord - Kortenberg - Everberg - Louvain)
- De Lijn 410 (Bruxelles-Nord - Tervuren - Louvain)

## Adresses notables
- N° 40 : Athénée Adolphe Max
- N° 51-53 : ancien siège de la Compagnie des wagons-lits, construit à l'époque du fondateur Georges Nagelmackers